# Universidad de Santiago (estación)
Universidad de Santiago es una estación ferroviaria subterránea que forma parte de la red del metro de Santiago de Chile; se encuentra entre las estaciones San Alberto Hurtado y Estación Central de la línea 1, en la Alameda Bernardo O'Higgins a la altura del 3600, comuna de Estación Central. Cuenta con una afluencia diaria de 38 357 pasajeros.

## Características y entorno
Presenta un flujo regular de pasajeros, el cual incrementa en horarios peak debido a la afluencia de universitarios provenientes de la universidad que le da nombre y a la cual se puede acceder por la salida norte. 
En el entorno inmediato de la estación, además de la mencionada casa de estudios, hacia el sur se encuentran la catedral Evangélica de Santiago y los principales terminales de buses de la ciudad, el Alameda, con el que la estación de metro tiene conexión directa, y el Santiago (antiguo Sur, llamado también Estación Central). 
Al interior, cuenta con zona de wifi gratuito, tótems de autoservicio, cajeros automáticos y locales comerciales. 

### Accesos
| Acceso | Intersección            |
| ------ | ----------------------- |
| A      | Universidad de Santiago |
| B      | Universidad de Santiago |
| C      | Alameda con Jotabeche   |
| D      | Terminal Alameda        |

## MetroArte

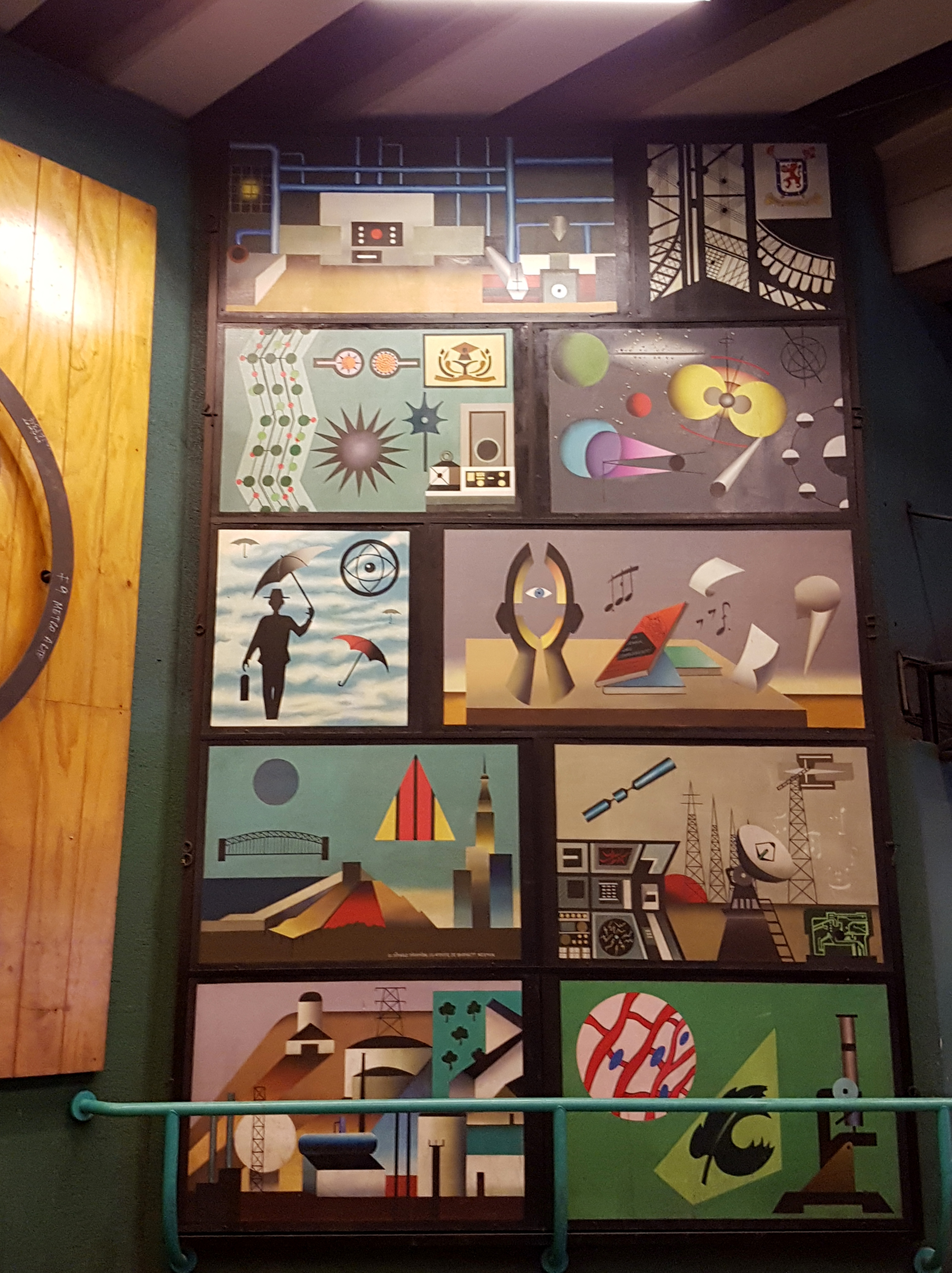
Uno de los murales presente en la estación.

En el interior de la estación se puede encontrar uno de los proyectos artísticos correspondientes a MetroArte. En el caso de Universidad de Santiago, se encuentra el Mural Histórico de la Universidad de Santiago, obra realizada por Alberto Ludwig. Se tratan de varias esculturas de acero y pinturas en acrílico que homenajea a algunas ramas del saber que imparte la universidad.
El proyecto fue inaugurado en 2005 y tiene una superficie total de 170 m2.

## Origen etimológico
Su nombre proviene de la Universidad de Santiago de Chile, ubicada en las salidas norte de la estación.  
Desde su inauguración en 1975 hasta 1981, se llamó Universidad Técnica, predecesora de la actual casa de estudios que estaba en la salida del metro. Cuando esta fue reestructurada en el actual establecimiento de educación superior, en el año 1981, también la estación cambió de nombre, adquiriendo el actual, siendo la primera estación del servicio en cambiar de nombre. 
Antiguamente era representada por elementos presentes en el escudo de la Universidad Técnica, encerrados en un engranaje. 

## Galería

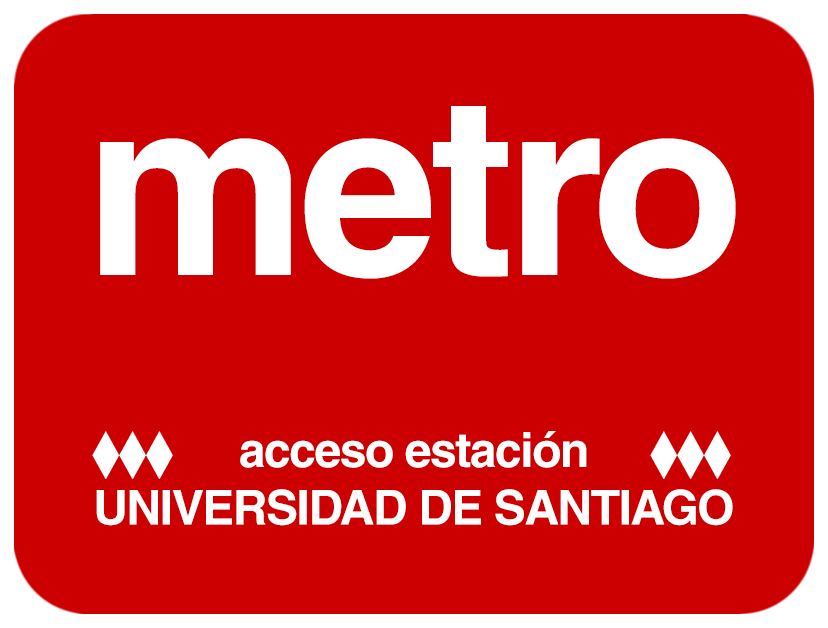
Letrero utilizado en los accesos a la estación hasta 1997.
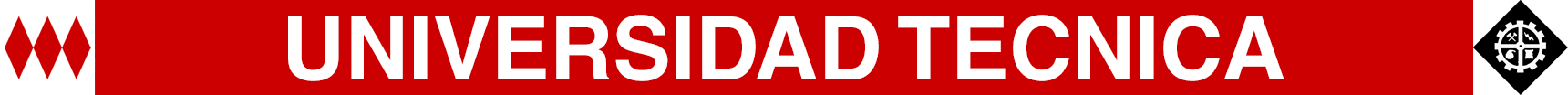
Cenefa antigua utilizada en los andenes.
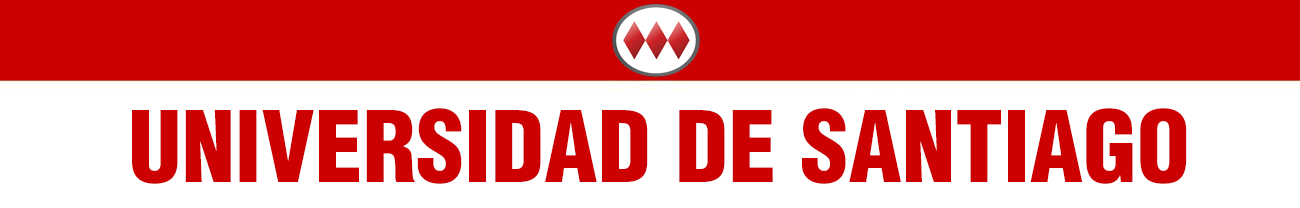
Cenefa utilizada actualmente en los andenes.

## Conexión con Red Metropolitana de Movilidad
La estación posee 5 paraderos de la Red Metropolitana de Movilidad en sus alrededores (sin la existencia del paradero 5), los cuales corresponden a:
| Paradero/ Código                         | Recorridos |
| ---------------------------------------- | --- |
| Parada 1 / Metro U. de Santiago (PI341)  | 210 (Puente Alto) - 210e (Puente Alto) - 210v (Av. México) - 401 (Las Condes) - 407 (Las Condes) - 421 (San Carlos de Apoquindo) - 432n (La Reina) - 541n (Colón) - I09 (Metro Universidad de Chile) - I09e (Metro Universidad de Chile) - I10n (Alameda) - I14 (Estación Central) - I14n (Centro) - I16 (Ferrocarril) - J10 (Parque de Los Reyes) |
| Parada 2 / Metro U. de Santiago (PI345)  | 210 (Estación Central) - 210e (Estación Central) - 210v (Estación Central) - 407 (Enea) - 412 (Enea) - 418 (Enea) - 424 (Pudahuel Sur) - 510 (Pudahuel Sur) - 511 (Cerro Navia) - 516 (Pudahuel Sur) - J13 (Costanera Sur) |
| Parada 3 / Metro U. de Santiago (PI439)  | 106 (Peñalolén) - 404 (Mapocho) - 405 (Cantagallo) - 412 (La Reina) - 418 (Av. Tobalaba) - 419 (Plaza Italia) - 423 (Plaza Italia) - 424 (Metro Universidad de Chile) - 481 (Plaza Italia) - 510 (Río Claro) - 511 (Peñalolén) - 516 (Las Parcelas) - J13 (Metro Estación Central)                                                                 |
| Parada 4 / Metro U. de Santiago (PI404)  | 106 (Nueva San Martín) - 313e (Quilicura) - 401 (Maipú) - 404 (El Descanso) - 405 (Maipú) - 419 (Villa Los Héroes) - 421 (Maipú) - 423 (Nueva San Martín) - 432n (Maipú) - 481 (Av. Portales) - 541n (El Tranque) - I09 (Rinconada) - I09e (Rinconada) - I14 (Mall Plaza Oeste) - I14n (Mall Plaza Oeste) - J10 (San Daniel)                       |
| Parada 6 / Metro U. de Santiago (PI1178) | 385 (Mall Florida Center) - I16 (Población Santiago) - I17 (Hospital San Juan de Dios) |